# Прибыльский, Иван Степанович
Иван Степанович Прибыльский (1912—1986) — советский государственный деятель, судостроитель, Инженер-капитан 2 ранга.

## Биография
Родился в 1912 году в селе Новоалексеевка (ныне Генический район, Херсонская область, Украина).
С 1930 года в рядах ВМС РККА. 15 ноября 1930 года поступил в Высшее военно-морское инженерное училище имени Ф. Э. Дзержинского в Ленинграде, которое окончил в 1935 году.
После окончания училища работал помощником военпреда контрольно-приемного аппарата ВМС РККА и районным инженером на заводе имени А. А. Жданова. Член ВКП(б).
1 февраля 1938 году назначен главным инженером Главного управления НКСП СССР, а затем начальником сектора технического отдела НКСП СССР.
14 января 1941 года назначен главным инженером судостроительного завода им. 61 коммунара (завод № 200) в городе Николаеве.
В 1941—1944 годах был главным инженером Навашинского (завод № 342) и Гороховецкого судостроительного (завод № 343) заводов, директором судостроительного завода «Кама» (завод № 344).
С 1944 по 1950 годы — директор Николаевского судостроительного завода имени 61-го коммунара.
В 1950—1954 годах — начальник главного управления НКСП СССР.
В 1954—1956 годах — директор Черноморского судостроительного завода. Под его руководством завод освоил крупносерийную постройку больших морозильных рыболовных траулеров.
С 1956 по май 1957 года исполнял обязанности Первого заместителя министра судостроительной промышленности СССР.
В мае 1957 года был назначен председателем СНХ Херсонского экономического административного района (включал в себя территории Крымской, Николаевской, Одесской и Херсонской областей).
Кандидат в члены ЦК КП Украины (1960—1966). Депутат ВС СССР 5 созыва (1958—1962) и ВС УССР 6 созыва.
С декабря 1962 года по октябрь 1965 года работал председателем Совета Народного Хозяйства Черноморского-Южного экономического района. В 1963 году в Одессе вышла его книга «Черноморский экономический».
В 1966 году был назначен заместителем министра химического и нефтяного машиностроения СССР.
Умер в 1986 году.
5 июля 1986 года именем Ивана Степановича был назван транспортный рефрижератор «Иван Прибыльский». 28 февраля 1988 года корабль был торжественно спущен на воду со стапеля завода имени 61 коммунара.

## Награды и премии
- орден Ленина
- орден Красного Знамени
- орден Отечественной войны 1 степени (8 июля 1945)
- орден Красной Звезды дважды (11 мая 1944 и 10 ноября 1945)
- орден «Знак Почёта» (1948)
- медали, в том числе «За боевые заслуги» (3 ноября 1944) и «За победу над Германией»[3]
- Сталинская премия второй степени (1951) — за разработку и внедрение новой системы маршрутной сигнализации